# Kasiłan
Kasiłan – wieś w Polsce położona w województwie lubelskim, w powiecie chełmskim, w gminie Leśniowice.
| SIMC    | Nazwa        | Rodzaj    |
| ------- | ------------ | --------- |
| 0104811 | Duży Kasiłan | część wsi |
| 0104828 | Dwór         | część wsi |
| 0104834 | Mały Kasiłan | część wsi |

W latach 1975–1998 miejscowość administracyjnie należała do województwa chełmskiego. 
Wieś jest sołectwem w gminie Leśniowice. Według Narodowego Spisu Powszechnego z roku 2011 wieś liczyła 177 mieszkańców i była dziewiątą co do liczby ludności miejscowością gminy.
W miejscowości działała Rolnicza Spółdzielnia Produkcyjna Kasiłan.
Wierni Kościoła rzymskokatolickiego należą do parafii Nawiedzenia Najświętszej Maryi Panny w Kumowie.